# René (film)
Pour les articles homonymes, voir René.
Pour plus de détails, voir Fiche technique et Distribution.
René est un film français réalisé par Alain Cavalier et sorti le 4 décembre 2002 au cinéma.

## Fiche technique
- Réalisateur, scénario, photographie, montage : Alain Cavalier
- Musique originale : Gérard Yon
- Production : Michel Seydoux
- Société de distribution : Pyramide
- Langue : français
- Durée : environ 85 min

## Distribution
- Joël Lefrançois : René
- Nathalie Malbranche : Anne
- Nathalie Grandcamp : Claudine
- Emmanuelle Grandcamp : Sarah
- Jeanine Malbranche : La mère de René
- Thomas Duboc : Étienne
- Guy-François Malbranche : Lucien

## Distinctions
| Année | Cérémonie ou récompense | Nomination     |
| ----- | ----------------------- | -------------- |
| 2002  | Prix Louis-Delluc       | Meilleur film, |